# Diamond Heart
Diamond Heart – singel norweskiego producenta muzycznego Alana Walkera i szwedzkiej piosenkarki Sophii Somajo, wydany 28 września 2018 roku.
W Polsce nagranie uzyskało status platynowej płyty.

## Lista utworów
- Digital download (28 września 2018)[3]

1. „Diamond Heart” – 3:59

## Teledysk
Teledysk do utworu wyreżyserowany przez Kristiana Berga został opublikowany 28 września 2018 roku. Został wyprodukowany przez Synne Seltveit, Guðfinnura Ýmira Harðarsona i Rogera Pritzke oraz został zmontowany przez Kristiana Berga. Teledysk był kręcony na Islandii i Zjednoczonych Emiratach Arabskich.

## Pozycje na listach
| Państwo    | Lista (2018)                | Najwyższa pozycja |
| ---------- | --------------------------- | ----------------- |
| Norwegia   | Top 20 Singles              | 1                 |
| Finlandia  | Top 20 Singles              | 2                 |
| Szwecja    | Top 100 Singles             | 11                |
| Węgry      | Single (track) Top 40 lista | 12                |
| Szwajcaria | Singles Top 100             | 12                |
| Austria    | Singles Top 75              | 56                |
| Holandia   | Single Top 100              | 75                |
| Niemcy     | Top 100 Singles             | 89                |